# Antarchaea polla
Antarchaea polla är en fjärilsart som beskrevs av William Schaus 1914. Antarchaea polla ingår i släktet Antarchaea och familjen nattflyn. Inga underarter finns listade i Catalogue of Life.